# Epiphragma (Epiphragma) arizonense
Epiphragma (Epiphragma) arizonense is een tweevleugelige uit de familie steltmuggen (Limoniidae). De soort komt voor in het Nearctisch gebied.